# Волноваха (станція)
Волнова́ха — позакласна вузлова сортувальна залізнична станція Лиманської дирекції Донецької залізниці.

## Загальні відомості
Розташована у центрі однойменного міста Волноваського району Донецької області. Від станції відгалужуються гілки у напрямку станцій Комиш-Зоря, Рутченкове (42 км) та Карань (22 км).
До 2014 року на станції зупинялися пасажирські поїзди у напрямку Донецька та Криму, приміські електропоїзди сполученням Маріуполь — Ясинувата.
Начальник станції Волноваха — заслужений працівник транспорту України
Олійник Олександр Миколайович.
На станції здійснюється зміна локомотивів та одночасно змінюється напрямок руху, внаслідок чого стоянка поїздів займає близько 20 хвилин (у напрямку Маріуполя — електровозна тяга, у напрямку Комиш-Зорі — тепловозна).

## Історія
Станція виникла 1895 року під час прокладання залізниці Юзівка — Маріуполь.
До грудня 2014 року станція входила до Ясинуватської дирекції Донецької залізниці. У грудні 2014 передана Лиманській дирекції.
За декілька кілометрів від села Кузнецівка 20 січня 2015 року о 15:00 було підірвано залізничний міст на 360 км ділянки Комиш-Зоря — Розівка. Під час теракту мостом рухався залізничний состав за маршрутом Кривий Ріг — Сартана. Внаслідок вибуху 20 вагонів із концентратом перекинулись і зійшли з рейок. Залізничне сполучення із частиною України, що не перебуває під ДНР, припинене. З Маріуполя та Волновахи тоді можливо було дістатися залізницею до інших міст України тільки через Бердянськ.
19 листопада 2015 року введено в експлуатацію залізничний міст через річку Кальчик між станціями Сартана й Маріуполь, який було підірвано в результаті теракту 23 грудня 2014 року.
Пасажирське та вантажне сполучення «Укрзалізниця» запустила двома коліями. Відновлення головної залізничної артерії регіону забезпечило нормальну роботу маріупольських металургійних комбінатів, підвищило безпеку та комфорт пасажирських перевезень, а також дозволило відмовитися від використання одноколійного зношеного мосту, що експлуатувався до цього часу. Очікувалося, що проєкт обійдеться «Метінвесту» у 12 млн ₴, проте остаточна сума інвестицій склала 16 млн грн. За рахунок коштів компанії демонтовано прогонові будови та пошкоджені конструкції, встановлені опори, змонтовані нові металеві частини мосту, залиті фундамент і прольоти споруди. Укладання колій та електрифікацію виконала «Укрзалізниця». 20 жовтня 2015 року було запущено рух по першій колії: відновленим мостом пройшов перший вантажний потяг з продукцією «Азовсталь» зі станції Сартана до станції Маріуполь-Порт, яка обслуговує Маріупольський морський торговельний порт.

## Пасажирське сполучення
На станції не зупиняються поїзди далекого сполучення.
На станції зупиняються поїзди приміського сполучення Волноваха - Маріуполь:
| Рух поїздів по станції Волноваха |                       |                          |
| №                                | Маршрут сполучення    | Періодичність курсування |
| Приміське сполучення             |                       |                          |
| 6117                             | Волноваха — Маріуполь | Щоденно                  |
| 6162                             | Маріуполь — Волноваха | Щоденно                  |
| 6109                             | Волноваха — Маріуполь | Щоденно                  |
| 6108                             | Маріуполь — Волноваха | Щоденно                  |

## Послуги на вокзалі
- Оформлення проїзних, перевізних документів у далекому, місцевому та приміському сполученнях;
- повернення платежів за невикористані проїзні документи, поновлення проїзного документу, переоформлення проїзних документів, оформлення проїзних документів заброньованих та оплачених через мережу інтернет та Укрпошту;
- оформлення послуги користуванням постільною білизною в поїзді, оформлення послуги з надання чаю в поїзді;
- платні довідки;
- оформлення замовлень на перевезення організованих груп пасажирів;
- оголошення через гучномовний зв'язок.

## Галерея

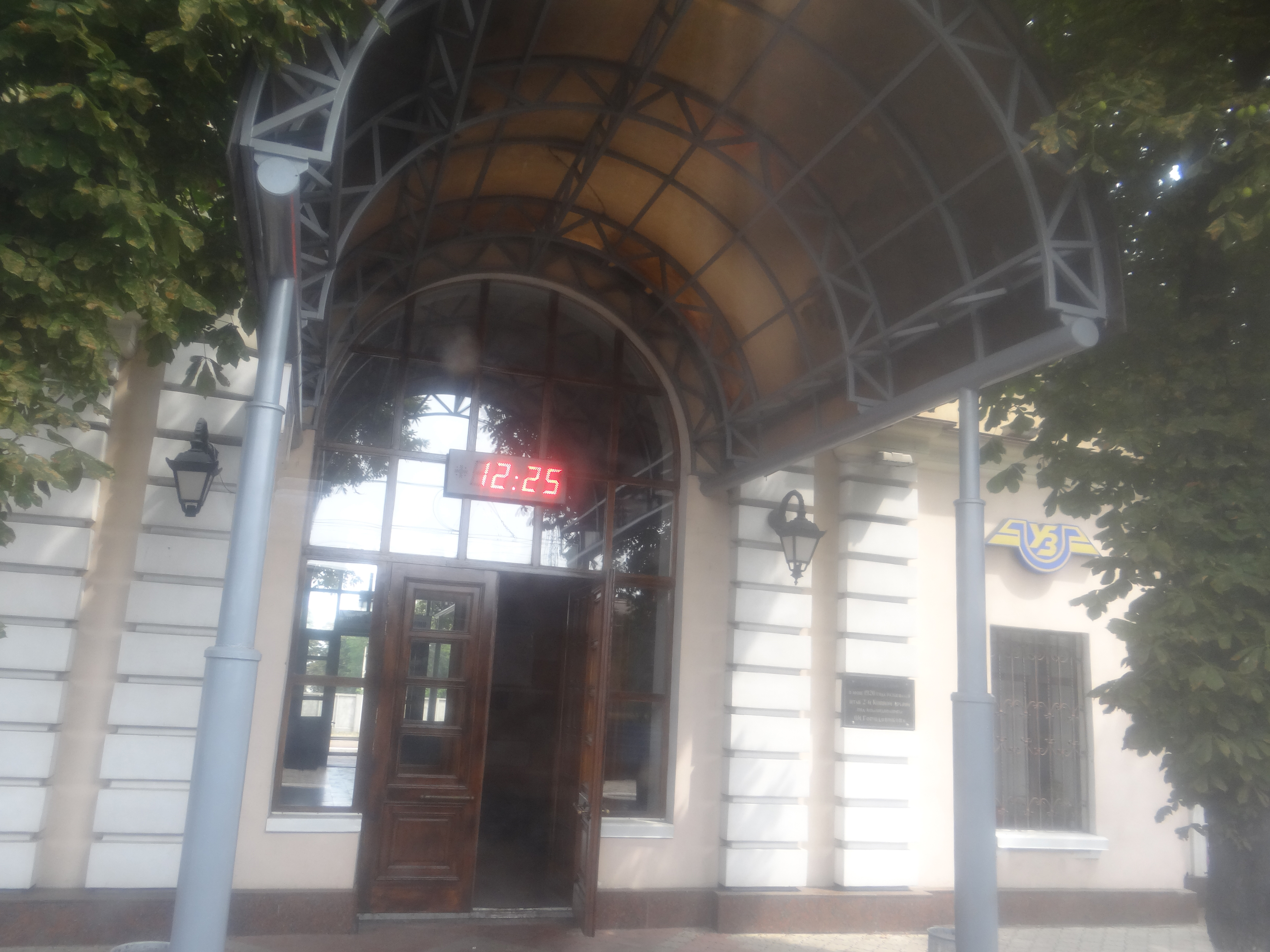
Центральний вхід вокзалу
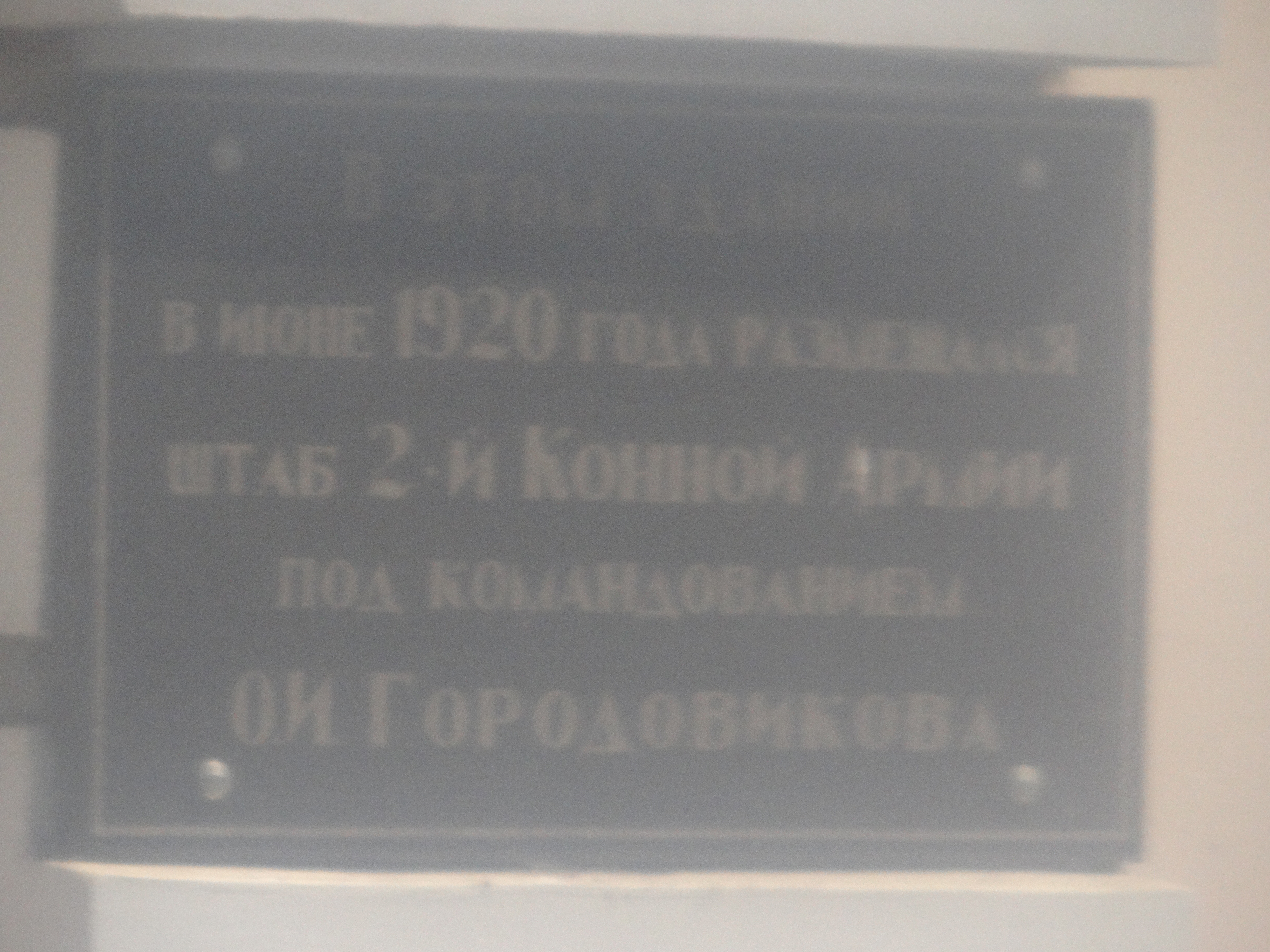
Меморіальна дошка на честь перебування Окі Городовикова